# 욘 고토프트
욘 고토프트(독일어: John Gottowt, 1881년 6월 15일~1942년 8월 29일)는 오스트리아의 배우, 영화 감독이다. 고전 영화 《노스페라투: 공포의 교향곡》(1922)에서 에이브러햄 반 헬싱에 해당하는 불버 교수 역을 연기했다. 빈에서 수학하고 독일 베를린에서 막스 라인하르트와 같이 일했다. 유대인이었기에 1930년대 이후부터 활동을 금지 당했으며, 이후 덴마크를 거쳐 폴란드에서 살다가 나치 친위대에 끌려가 살해됐다.